# Малтабар
Малтаба́р (каз. Малтабар) — село у складі Єрейментауського району Акмолинської області Казахстану. Входить до складу Тайбайського сільського округу.
Населення — 506 осіб (2021; 586 у 2009, 673 у 1999, 677 у 1989).
Національний склад станом на 1989 рік:
- казахи — 100 %.